# Ixodes macfarlanei
Ixodes macfarlanei är en fästingart som beskrevs av Keirans, Clifford och Walker 1982. Ixodes macfarlanei ingår i släktet Ixodes och familjen hårda fästingar. Inga underarter finns listade i Catalogue of Life.